# FRAGILE 〜さよなら月の廃墟〜
『FRAGILE 〜さよなら月の廃墟〜』（フラジール さよならつきのはいきょ）は、2009年1月22日にバンダイナムコゲームスから発売されたWii用ゲームソフト。アメリカでは2010年3月16日、ヨーロッパでは2010年3月19日に発売された。

## 概要
メーカー発表のジャンルは「廃墟探索RPG」。人類がほぼ死滅し滅亡に向かいつつある世界で、廃墟となった街や建物を探索するロールプレイングゲーム。操作コントローラはヌンチャクのみ。
「7〜モールモースの騎兵隊〜」や「ヴィーナス&ブレイブス〜魔女と女神と滅びの予言〜」を製作したナムコのスタッフと、「バテン・カイトス」シリーズや「トラスティベル 〜ショパンの夢〜」を製作したトライクレッシェンドの共同製作。
ストーリーは「シックス・センス」のようなヒューマンドラマになると事前に製作者たちが発言している。
舞台に登場する新聞や看板などの文字は全て日本語であるが、看板が筆字体であったり、広告看板の謳い文句や絵柄が昭和を感じさせるようなものであるなど、いずれもレトロな印象に統一されている。そのため現実の世界において、昭和当時に打ち捨てられた廃墟を現代に探索する感覚に近い。

## ゲームシステム

### 操作
フィールドの視点はTPS（三人称視点シューティング）のような斜め上から見下ろす形式で、基本的には「灯り」と「武器」の2つを装備して探索を行う。Wiiリモコンのポインタは懐中電灯になり、リモコンを動かすことによって明かりを向け、ヌンチャクのコントロールスティックで主人公を移動させる。Bボタンを押すと一人称視点に切り替わる。移動ができない代わりに、ズームでくまなく見ることができ、またアイテムを拾うこともできる。

### 戦闘
探索している途中で、「悪意を持った思念体」（悪霊のようなもの）や野生の動物（及びその霊）に接近すると、その気配が音声としてWiiリモコンから流れ、シームレスで戦闘に入る。大半の敵は懐中電灯など光を一定時間当てないと姿を見ることすらできないが、一部の敵は光を当て続けることで弱体化させることができる。武器は木の棒や竹刀などの「棒系」、ハンマーや斧などの「ハンマー系」、虫取りアミや洗濯ざおなどの「槍系」、パチンコを含む「弓系」がある。それぞれ扱い方が異なるものの、攻撃は全てWiiリモコンのAボタンのみで行う。また、武器は全てランダムで壊れるようになっており、武器が壊れてしまった場合別の武器を新しく装備し直す必要がある。敵を倒すと経験値を得ることが出来、ある程度経験値が溜まると「れべるあっぷ」して攻撃力とヒットポイントが上昇する。自らのヒットポイントが0になるとゲームオーバー。最大レベルは35。

### 焚き火
焚き火は、それぞれの廃墟の中にいくつかある「焚き火」のポイントで行うことができる。焚き火をするとヒットポイントが全回復し、ゲームのセーブが行える。さらに、セトが焚き火をしていると、ゲーム内で唯一アイテム売買が行える「アイテム屋」の男がやって来ることがあるが、必ずやって来るわけではなく来る確率はランダム。

### アイテム
アイテムは容量無限の「カバン」と制限がある「手荷物」のいずれかに収める。「カバン」は焚き火の最中にしか開けないので、探索中に使用する武器や灯りなどの装備品、扉の鍵や回復アイテムなどは「手荷物」に入れなければ使用できない。手荷物メニューにおいて各アイテムは1〜数マスのパズルピースのようになっており、3マス四方の9マス（ゲームの先へ進むとマス数は増える）の手荷物スペースに入りきらない量の手荷物を持っていくことはできない。もしTの字状4マス分のアイテムがあった場合、たとえ手荷物に4マス分の余裕があったとしても、そのアイテムがピッタリ入る形の隙間でなければ手荷物に収めることはできないので、他のアイテムをパズルのように移動させるか、カバンに戻すか、捨てるか売るかしてスペースを作る。
探索中は、拾ったアイテムは全て「手荷物」に入り、入りきらなかった場合は手荷物を整理しない限り拾うことはできない。またそれまで拾ったことのないアイテムや、換金専用のアイテムは拾った時点では「謎のアイテム」とされ、焚き火にかざすまで正体がわからない。焚き火にかざすと、換金アイテムであれば所持金が増え、武器や消耗品であれば次回以降にそのアイテムを拾うとその場で正体がわかるようになる。また誰かの遺品であれば、そのモノの持ち主の記憶（物語）を読むことができる。

## 登場キャラクター

### メインキャラクター
セト
声 - 桑島法子
モーションアクター - 大黒優美子
本作の主人公。15歳。滅びゆく世界に生き残っていた数少ない人間のひとり。雨ガッパの服を着た少年。天文台で一緒に暮らしていたおじいさん（声 - 古川登志夫）の遺言に従って、廃墟と化した世界の中にいるかもしれない他の生き残りの人間を探す旅をしている。たまに語尾が「○○さ」となる。左利き。天文台で本を読んでいたせいか漢字を読むのはある程度なら読めるが、精神的にはかなり幼く、また物を知らない面がある。
レン
声 - 吉川未来
モーションアクター - 美加理
本作のヒロイン。銀色の髪を持つ少女。旅に出たセトが最初に出会った人間だが、会ってすぐ、セトが名前を訊くこともできずにどこかへ消えてしまった。この「銀の髪の女の子」を探すことがセトの旅の目的となる。服装は前と後ろを隠しただけのスリットの入った大胆なデザインとなっており、この衣装は手術の際に患者が着る衣服がモチーフとなっている。
P.F（パーソナルフレーム）
声 - 庄司宇芽香
携帯型会話AI。背中に背負って使用する。人間の感情を読み取り、最善の行動や知識をアドバイスする。自身で「おしゃべりが好きなんです」と話すように、感情レイヤーという補正機能のため、時に感情があるかのように振舞うこともあり、ある場所でセトに拾われて以来セトの役に立ちたいという願望を持っている。
クロウ
声 - 園崎未恵
モーションアクター - 赤澤ムック / 湯田昌次
誰もいない夜の遊園地で出会う生存者の少年。幼少期の記憶を喪失している。自分の生まれた場所を探すため、1枚の写真だけを頼りに旅を続けている。自分の身長の何倍もある高さの壁を易々と飛び越えるなど、人間離れした運動神経の持ち主で、観覧車から転落してメリーゴーランドの馬に激突しても何事もなかったかのように行動していた。この運動能力の高さは、彼の秘密に大きく関係している。自分の気に入った「光りもの」を何でも身につける癖がある。
サイ
声 - 広橋涼
モーションアクター - 平田絵里子
無人のホテルをさまよう意識体の少女。包帯を巻いており、手術の指定痕がある。廃ホテルにやって来たセトを気に入ったらしく、彼に取り憑いて、的確な助言からどうでもいい世間話まで話すパートナーとなり、物語のラストまで行動を共にする。なぜか「おじいさん」のことを知っている。
グラスケイジ計画の触媒の巫女として研究施設に連れてこられた頃、シンにお菓子をくれるなどの優しくされていたことで、人類滅亡を企むシンを説得した。
チヨ
声 - 斎藤千和
モーションアクター - 美加理
サイと同じ、ホテルをさまよう意識体。外見年齢はサイと同じぐらいだが、和風の着物を身に着けている少女。古風な言葉遣いで話すなど、大人びた感じを持つ。また、頭に大きい花の形の髪飾りをしている。人間を全く信じていない。彼女の肉体はまだ生存しており、意識体との年齢差から人類滅亡後から何年経過しているのかが推測することができる。
シン
声 - 古川登志夫
モーションアクター - 湯田昌次
科学者の姿をしている意識体。白衣に身を包んだ白髪の男性。生前「グラスケイジ計画」に携わっており、今回は「第二次グラスケイジ計画」を発現させるために行動している。

### その他のキャラクター
アイテム屋
声 - 麻生智久
様々な部品を販売する謎の男性で、非常に丁寧で礼儀正しい性格の持ち主。光るものや綺麗なものを集めており、武器やアイテムの販売することやセトが旅の途中で拾ったものを買い取ったりする。
追跡者
声 - 大場真人
セトが初めて戦う仮面のような姿をした意識体。最初はセトを「脆弱」と言い、決着をつけずに去っていくが、その後は何度も戦うことになる。
折鶴の少女
声 - 今野宏美
地下鉄の線路に沿う倉庫で出会った意識体。赤い服を着た黒髪の少女。かくれんぼが好きで、セトとかくれんぼをしようとするなど非常に無邪気。彼女が描いたと思われる落書きから、出かけて行った母親（声 - 川名真知子）を待ちながら孤独に死んでしまったらしいことがわかる。意識体となった今でも母親の帰りを待ち続けていたが、彼女の母親の折鶴をセトが届けたあと、迎えにきた母親と2人で空の彼方へと消えて行った。

## 舞台
各施設の名称は、取扱説明書、公式ホームページおよび作中に登場する名称に準ずる。
思い出の天文台
セトがおじいさんと暮らしていた天文台。ゲームのスタート地点。モデルは国立天文台三鷹キャンパス。
朽ちた地下鉄の廃駅
ビッグ・ベンを彷彿とさせる時計台が特徴的な、石造りの洋風建築の地下鉄駅。
作中に登場する看板には「麻布台駅」「都心中央線 芝大門方面」と記されているが、「麻布台駅」「芝大門駅」「都心中央線」という駅、路線は実在しない（麻布台、芝大門という地名は実在する）。
また、ホームに放置されている列車は、営団地下鉄（現東京メトロ）丸ノ内線で使用されていた300形電車に酷似している。駅構内は国道駅がモデル。
閉鎖された地下商店街
「麻布台駅地下商店街」という商店街だった。かつては多くの人で賑わったという。モデルは浅草地下商店街。
誰もいない遊園地
「月ヶ丘わいわいランド」という遊園地の廃墟。ジェットコースターや観覧車などがあるが、使われなくなった遊具は荒れ果てている。
時の止まったホテル
「倉都観光ホテル」。緑に囲まれた保養地にある、3階建ての洋風建築のホテル。現役時代は、宿泊だけでなく結婚式なども行っていた。構造的に摩耶観光ホテル跡と似ている部分がある。
ダム
水力発電用のダム。内部には発電施設の広大な地下空間が広がっており、敷地面積、通路ともに作中最大のステージである。共同溝は「日比谷共同溝」、ダムは「川治ダム」がモデル。
研究所
何かの研究所だったらしい地下施設。病棟らしき施設が併設されている。
黄昏の塔
東京タワー。おじいさんの遺言に書かれていた「大きな赤い鉄塔」。

## ストーリー
思い出の天文台
人類が滅び、廃墟と青い幽霊たちの星となった地球。ある天文台でおじいさんと一緒に暮らしていた少年セト、彼が十五歳の誕生日を迎えたある夏、一緒に暮らしていたおじいさんが死んでしまう。セトはおじいさんが遺したものを探し、天文台を探索する。
廃墟前
おじいさんの手紙を見つけたセトはおじいさんの遺言に従い、大きな赤い鉄塔を目指し旅を続けていた。そして蓮の花が咲く廃墟前で銀髪の少女レンと出会う。
朽ちた地下鉄の廃駅
レンを追い、地下鉄駅に入ったセト、その中の駅長室でP.Fと出会う。P.Fからその女の子は地下商店街にいるかも、と聞いたセトはP.Fと一緒に地下商店街を目指す。
閉鎖された地下商店街
P.Fと一緒に地下商店街にたどり着いたセト。レンを探し始めるが、どうもP.Fの様子がおかしくなる。
誰もいない遊園地
地下商店街を脱出し一人遊園地にたどり着いたセト。そこでクロウという少年に出会うが大切なロケットを奪われてしまう。ロケットを取り戻すためセトはクロウを追う。
時の止まったホテル
クロウから聞いた事を頼りにホテルに赴いたセト。そこでサイという少女の意識体と出会い一緒に行動する。そしてそのホテルの中でチヨという少女とも出会う。
共同溝
レンを追い、共同溝にたどり着いたセトとサイ。女の子の姿を探し探索を開始する。
ダム
共同溝からダムにたどり着き、レンを見つけ出したセト。しかし、彼女は「たすけて」と言い残しいなくなってしまう、セトは彼女を助けるためにダムを下り、探索を始める。
研究所
ダムから共同溝に戻り研究所にたどり着いたセトとサイ。そこでシンという青年に出会うが意味深な言葉を残し消えていってしまう。レンを助けるためにセトは探索を始める。
黄昏の塔
研究所でシンを倒したセトだったが、シンに逃げられてしまう。彼を追い東京タワーにたどり着いたセト達、人類を守るためセトは戦いに赴く。

## 用語

### グラスケイジ計画
グラスケイジ計画とは、世界が滅亡する前に研究されていた、人の共感性能力を蘇らせる計画。この共感性能力とは、人々が言語の存在しない時代に使っていた、言葉を用いないコミュニケーション方法。この共感性能力を目覚めさせる特殊な電磁波を世界中に発信する事を目的としていた。世界が滅びる前に世界規模の協力で行われていた計画を第一次グラスケイジ計画、セトが東京タワーに向かったときシンが行っていた計画を第二次グラスケイジ計画という。電磁波の発信地は東京タワー。この研究（第一次グラスケイジ計画）は成功し、全世界の人々の共感性能力を目覚めさせる事ができた。
しかし、共感性能力の発動後、発動した人が眠りについたまま目覚めずに、そのまま死亡してしまう事がわかった。これにより人類の大部分が死亡し、世界は滅びてしまった。
このあと、シンが完全に人類を掃討するために、第二次グラスケイジ計画の準備を進めていた時、セトが現れこの計画を妨害する（セト本人はレンを助ける為に行動をしており、最初は計画の妨害を考えていた訳ではなかった）。サイから計画の目的を聞いたセトは、人類とレンを助ける為、研究所でシンと対峙し、彼を倒す。しかし、シンは結晶コンピューターを持ち、東京タワーに逃げる。セトはもう一度シンを倒し、なぜシンがグラスケイジを使い、人類を消そうとするのかを聞き出す。その後、さらに抵抗を続けようとしたシンをサイが説得する。サイの想いを知ったシンは自分が間違っていた事に気付き、自らとサイの本体である結晶コンピューターを破壊。セトに感謝を伝え、二人で笑いながら消えていった。
結晶コンピューターの破壊とシンの消滅により二度とグラスケイジが起動する事はなくなった。
SCM
Shrine maiden's Catalyst Method。（巫女の）触媒法。共感性能力が極めて高い人間を選定し、その力を増幅し、周囲の人間に伝播させる理論。シンが考案、確立しグラスケイジ計画の雛形となる。触媒法によって問題となっていた、全世界の人類に同時に共感性能力を持たせる事が可能になり、計画の中心は日本の研究チームに移っていった。
触媒の巫女
グラスケイジ計画に必要不可欠な、SCMの適用者。今作で登場しているのはレンとサイ。共感性能力が極めて高い人間のみがなる事ができる。巫女という女性をさす言葉が使われている事、登場するのがレンとサイと女性のみである点等から、適用者になる事ができるのは女性のみだと思われる。
AC
「Artificial Children」の略で、仕組まれた子供たちの意。
グラスケイジ計画の触媒に相応しい人間を遺伝子工学で創り出そうとした計画。倫理的な反発を招くとの理由で極秘扱いとなった。人工子宮により女性の三つ子を生み出すことに成功した（この内の一人がレン）が、この三つ子の一人は実験中に事故死、もう一人は行方不明になりレンだけが残った。これにより触媒の巫女にはレンが使用されると思われたが、サイが選出された事により、レンは使用される事なく、研究所のカプセルに保存された。

### 共感性能力の発見
この共感性能力を発見したのは、ある大脳物理博士。彼は人が、言葉のない時代、どのようにして意識をめぐらせ、感情を交わしてきたのか研究を行い、人間の脳幹に眠っていた共感性能力を発見した。そして、この能力は特殊な電磁波を用いることで、現代の人類も再び習得することが可能だという事も発見した。
この発見によって、国際社会では多くの議論が交わされた。その最中、共感性能力を発見した博士が暗殺されてしまう。そのような事件の発生と、多くの意見が飛び交う中、共感性能力の研究を監視する国際機関、国際共感性能力開発機構（ISADO）が設立される。

### 結晶コンピューター
グラスケイジ計画を統括する為に開発されたスーパーコンピューター。青い結晶状のブロックで構成されている。地球規模のシミュレーションから関係者の選別まで計画のほぼ全てを担っており、シンとサイの人格パターンもコピーされている。シンにより東京タワーの上から投げ捨てられ破壊された。
結晶コンピューターの意思
時期は定かではないが、結晶コンピューターは独自の意思をもち、地球の支配者に相応しいのは人類ではなく自分であると思い始める。そしてグラスケイジ計画による人類の抹消を図り始め、シンと共に人類の大部分の抹消に成功する。しかし、シンにより結晶コンピューター自体が破壊された事により消滅する。

### 第一次グラスケイジ計画
世界滅亡の原因となったのが、共感性能力の発見から二十年経ってから実行された、第一次グラスケイジ計画である。シンを中心とする日本の研究チームによりこの計画は滞りなく進められ、問題はないように思われた。しかし、人類の大多数の死亡という最悪の結果を招いてしまう。
これはシンによって引き起こされた事態であった。シンは密かにグラスケイジ計画の最初の被験者となり、言葉を用いず、人々の意思を知ることができるようになった。これにより、シンは計画の成功を確信したが、人々の意識を感じられるようになったシンが見た人の心には、弱者へのあざけりと強者への嫉妬、怒りや恐怖、絶望が渦巻いていた。これを見たシンは人類がどんなに愚かか、どんなに身勝手かを知り、深い絶望に囚われた。それに目をつけたのがすでに自我を持ちつつあった結晶コンピューターだった。
シンは結晶コンピューターと共に人類を抹消し、AIとして新しい世界を創ろうと決意。共感性能力の発動後眠りにつくと、脳幹が活動を停止するようプログラムする。これにより人類は共感性能力を得たものの大半が死亡してしまう。しかし、少数ながら生き延びたものもおり、シンと結晶コンピューターは今度こそ人類を抹消すべく計画を進めている。
発動と滅亡
サイを触媒の巫女とし、東京タワーを発信地としたグラスケイジの力が世界中を覆い、人類の共感性能力が目覚め、世界が喜びに包まれたが、世界は大混乱に陥る。あらゆる国家からの連絡が途絶え、経済も混乱した。
しばらくしてこの事態は地球の自転にあわせて、つまり夜が明けるごとに起こっているのがわかった。これにより人類の支配は終焉を迎え、世界は廃墟になっていった。しかし、僅かながら生き残った人々もおり、同じように生き残った人々を探し旅を続けている。

### 第二次グラスケイジ計画
シンと結晶コンピューターが人類の完全な抹消を目指し準備を進めている計画。触媒の巫女にはレンが使用される。計画実行の直前でサイの協力を得たセトがシンを阻み、最終的にシンが自分が間違っていた事に気付き、結晶コンピューターを破壊した事により計画は失敗。セトはレンを助けることができた。

## スタッフ
- 制作プロデューサー、ディレクター、シナリオ、ゲームデザイン - 川島健太郎
- プロデューサー - 郷田努
- プログラム - 安井宗史
- 音楽 - 齊藤理詠
- サウンド - 下條勇三郎
- 企画 - 田川智美
- アートディレクション - 原田恵子
- 2Dビジュアル - 浅野直子
- マップ製作 - 中村基典
- モーションキャプチャー、イベントシーン編集 - 吉山直子
- プロモーション - 森山愛子
- キャラクターデザイン - うじなわ かつゆき

### 開発者ブログ
2008年6月27日より、開発スタッフの声を伝える公式ブログが開設されている。

### メールマガジン
2008年2月14日から2009年2月27日まで、ゲームに関するさまざまなコンテンツを伝えるメールマガジン「FRAGILE通信」が会員登録を行った人へむけて不定期に配信された。バックナンバーは公式サイトで閲覧が可能。

### アニメーションムービー
神風動画が中心となって制作。同社初の試みとして、絵コンテ・演出をA-1 Pictures、CG制作をアニマ（3DCG制作会社）へと外注し、この3社混合で制作されている。他社との組み合わせによって、自分にも予測の付かない新鮮なものを作り上げる事を狙っている。

## 音楽

### 主題歌
オープニングテーマ「光」
歌 - 手嶌葵 / 作詞・作曲 - 渡辺拓也
エンディングテーマ「月のぬくもり」
歌 - 手嶌葵 / 作詞・作曲 - 高橋司

### 「FRAGILE MOONLIGHT TRAX」
初回生産版の特典として、数量限定で「FRAGILE MOONLIGHT TRAX」というスペシャルサウンドトラックCDがプレゼントされた。「予約特典」とされていたが、一部の店においては発売後の予約無しの購入でも入手が可能だった。CDのディスクのレーベル面は、セトとレンのカラーイラストが印刷されたピクチャーレーベルである。
収録曲（全10曲）
1. すべての人へ
2. 銀の髪の女の子
3. きれい
4. どうして？
5. ともだち
6. すごい！
7. 害意ある思念
8. 排除
9. 月といっしょに
10. ありがとう

### 「FRAGILE 〜さよなら月の廃墟〜 サウンドトラック 風のなかの、遠い声」
2009年2月4日より、iTunes Storeにてヤマハミュージックパブリッシングより配信開始された。
収録曲（全30曲）
1. すべての人へ
2. ひとりぼっち
3. 銀の髪の女の子
4. ぼく以外の誰か
5. 話しかけてくれる
6. いやな気配
7. 害意ある思念
8. どうして?
9. きれい
10. 月といっしょに
11. はなればなれ
12. 死んだもの
13. へんなの
14. 待ってよ!
15. 追跡
16. ともだち
17. わかりあえる
18. やくそく
19. ありがとう
20. 信じられるということ
21. すごい!
22. 排除
23. 廃墟
24. 悪意
25. 計画
26. 消去
27. 邪魔
28. 拒絶
29. そばにいてくれる
30. さようなら

### 「FRAGILE 〜さよなら月の廃墟〜 オリジナルサウンドトラックPLUS」
2009年5月27日より、ティームエンタテインメントから発売された。以前配信開始された「FRAGILE 〜さよなら月の廃墟〜 サウンドトラック 風のなかの、遠い声」とは異なり、CD二枚組みでソフト化。ジャケットイラストは描き下ろし。ブックレットには制作プロデューサーの川島健太郎、アートディレクターの原田恵子、そしてサウンドデザイナーの斉藤理詠のコメントが収録されている。収録楽曲は42曲で未配信だった楽曲や、ゲーム未使用楽曲、レン（CV:吉川未来）が唄う「つきのうた」も収録されている。
収録曲（全42曲）
一枚目（全22曲）
1. すべての人へ
2. ひとりぼっち
3. 幻のように
4. きれい
5. いやな気配
6. 害意ある思念
7. なんだろう
8. ごきげんよう
9. へんなの
10. 待ってよ!
11. わかりあえる
12. やくそく
13. さよなら
14. 手紙
15. すごい!
16. 排除
17. 拒絶
18. どうして?
19. 廃墟
20. 消去
21. ともだち
22. よかった

二枚目（全20曲）
1. つきのうた
2. 銀の髪の女の子
3. ぼく以外の誰か
4. 話しかけてくれる
5. どうしたのさ
6. 悪意
7. 暗闇
8. 死んだもの
9. 風に吹かれて
10. ありがとう
11. 信じられるということ
12. 月といっしょに
13. 起動
14. 追跡
15. はなればなれ
16. 深淵
17. 計画
18. 邪魔
19. そばにいてくれる
20. おやすみ

### 「MOONLIGHT TRACKS」
北米版「Fragile Dreams: Farewell Ruins of the Moon」をゲーム通販サイト「GameStop」または「EB Games」を通して予約購入した場合、数量限定で「MOONLIGHT TRACKS」というスペシャルサウンドトラックCDがプレゼントされた。日本国内版の特典CD「FRAGILE MOONLIGHT TRAX」と類似のものだが大きな変更点として、「FRAGILE MOONLIGHT TRAX」には収録されなかった手嶌葵の歌うオープニングテーマ「光」およびエンディングテーマ「月のぬくもり」が追加収録されている。また、ジャケットに使用されている画像も「FRAGILE MOONLIGHT TRAX」とは異なり、セトとレンが手をつないで笑っているオリジナル画像となっている。
収録曲（全12曲）
1. A Dedication to... Everyone (すべての人へ)
2. Silver-haired Girl (銀の髪の女の子)
3. How Beautiful (きれい)
4. Tell Me Why (どうして？)
5. Friends (ともだち)
6. Awesome! (すごい！)
7. Malice (害意ある思念)
8. Must Eliminate... (排除)
9. Together with the Moon (月といっしょに)
10. Thank You (ありがとう)
11. Opening Theme: "Hikari" (オープニングテーマ「光」)
12. Ending Theme: "Tsuki no Nukumori" (エンディングテーマ「月のぬくもり」)

## 企画
多方面にわたるコラボレーション及び募集企画が事前に実施されたのも本作の特徴の一つである。

### ショートストーリー
電撃文庫とのコラボレーション企画として、電撃文庫で作品を出している作家2名によるショートストーリーを作中で読む事ができる。読む方法は他の遺品同様に、そのアイテムを取得して焚き火にかざすこと。
「破かれた絵と枯れた鉢植え」 作：壁井ユカコ
- アカネ - 神田朱未
- マオ - 菅沼久義

「七色クロシェット」 作：紅玉いづき
- 私 - 浅野真澄

### コミック
電撃マ王とのコラボレーション企画として、電撃マ王2008年9月号（2008年7月26日発売）より2009年2月号（2008年12月27日発売）までコミックが連載されており、内容はゲーム本編の後日談とも言える内容である。
- 「フラジール 〜さよなら月の廃墟〜」 スミノヒルネ （原作：バンダイナムコゲームス）

### 募集企画「世界にのこす、きみの痕跡」
2007年12月から2008年4月にかけ、メディアワークスから発行されている「電撃マ王」、「電撃DS&Wii Style」、「電撃文庫MAGAZINE」の3誌の合同企画「世界にのこす、きみの痕跡」で、ゲーム内に掲載するショートストーリーおよび、らくがきの募集が行なわれた。

### WEB用CM
2008年8月1日から2008年9月1日にかけ、ユーザーが企業CMを作成するサイト「filmo」にて本作のWEB用CMの公募企画が行われた。54作品の中から企業賞1作、ユーザー賞1作、企業入賞3作が選出された。
ユーザー投票得票数トップを獲得してユーザー賞に入賞したCMを投稿したユーザーは、水崎淳平（オープニングアニメーションムービーを作成した神風動画の代表取締役）の弟であった。

### 読者参加型インタビュー企画「想いのなかから、うかんだ言葉」
ゲーム発売後、「電撃オンライン」上の特設サイトにおいて「想いのなかから、うかんだ言葉」という企画が行われた。ゲームをプレイした上で疑問に思った事や気になった事を読者から募集し、その中から選考した質問を電撃オンラインのスタッフが川島プロデューサーにインタビューすると言うものである。
質問は2009年2月20日まで募集され、それに基づくインタビュー記事は2009年3月30日、3月31日、4月1日に全3回の記事として電撃オンライン上に掲載された。「おじいさんは何者なのか」「P.Fをもともと使っていたのは誰か」などといった、ゲームをクリアしても明確には明かされない疑問への解答が述べられている。